# Ypsolopha saitoi
Ypsolopha saitoi là một loài bướm đêm thuộc họ Ypsolophidae. Nó được tìm thấy ở Nhật Bản.
Sải cánh dài 18–19 mm.